# Patkai
Le Patkai est un massif de montagnes au sud-est de l'Himalaya faisant office de frontière naturelle entre le nord de la Birmanie et l'est de l'Inde. Ses plus hauts sommets se situent entre 3 000 et 4 000 mètres.

## Situation
Le Patkai fait partie de la chaîne de montagnes formée de six groupes de pics coniques, de pentes raides et de vallées profondes. Cette chaîne est constituée, du nord au sud, du plateau tibétain dans sa partie indienne, du Patkai dans l'Arunachal Pradesh, des Naga Hills au Nagaland, des Chin Hills, des Lushaï Hills du Mizoram et enfin, la plus au sud, la chaîne de l'Arakan. Le Purvachal forme un arc dont la courbure est orientée vers le nord-ouest, et les Garo-Khasi-Jaintia du Meghalaya forment la flèche prête à être décochée.

## Climat

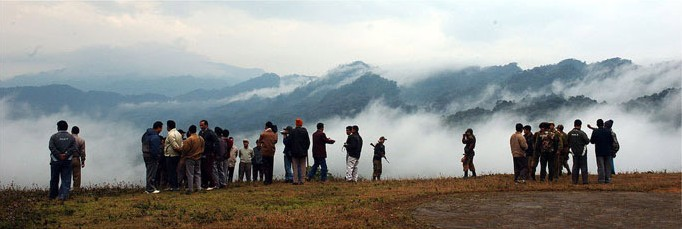
Le massif de Patkai depuis le col Pangsau.

Cherrapunji, une ville au pied de cette montagne à la distinction d'être la plus humide du monde, en raison d'une forte pluviosité annuelle. Le climat est tempéré ou alpin en fonction de l'altitude.